# Volevamo solo essere felici (singolo)
Volevamo solo essere felici è un singolo del cantautore italiano Francesco Gabbani, pubblicato l'11 marzo 2022 come terzo estratto dall'album omonimo.

## Video musicale
Il video, diretto da Fabrizio Conte, è stato reso disponibile in concomitanza del lancio del singolo attraverso il canale YouTube del cantante ed è ambientato in una location addobbata a festa.

## Tracce
Testi di Fabio Ilacqua, musiche di Francesco Gabbani e Fabio Ilacqua.
1. Volevamo solo essere felici – 3:19